# NGC 2237
NGC 2237 је емисиона маглина у сазвежђу Једнорог која се налази на NGC листи објеката дубоког неба.
Деклинација објекта је + 5° 2' 52" а ректасцензија 6h 30m 54,6s. Привидна величина (магнитуда) објекта NGC 2237 износи 8,5.

## Галерија
- Увећани приказ Розета небуле.